# Forêts sèches de l'Indochine centrale
Localisation
Les forêts sèches de l'Indochine centrale forment une écorégion terrestre définie par le Fonds mondial pour la nature (WWF), qui appartient au biome des forêts de feuillus sèches tropicales et subtropicales de l'écozone indomalaise. Elle couvre une part importante du Nord de la Thaïlande depuis les contreforts de la chaîne du Tenasserim (en) jusqu'au bassin de la Chao Phraya, puis à travers le plateau de Khorat. L'écorégion longe ensuite la vallée du Mékong et de ses affluents dans le Sud du Laos, puis s'étend à travers les plaines arides du Cambodge. Elle possède une petite extension au Viêt Nam dans les bassins versants supérieurs des rivières Sesan (en) et Srepok (en).
Ces forêts abritent un ensemble exceptionnel de grands vertébrés menacés. Là où la densité humaine est encore faible, les paysages sont dominés par de grands troupeaux d'herbivores, comme l'éléphant d'Asie, le banteng, le kouprey, le gaur, le buffle d'eau sauvage et le cerf d'Eld, et rappellent les savanes de l'Afrique orientale. Ces animaux sont la proie de grands carnivores comme le tigre, la panthère nébuleuse et le léopard et de meutes de chiens sauvages.
Malheureusement, la destruction de leur habitat naturel et la chasse ont eu un effet dévastateur sur ces animaux. Le rhinocéros de Java et le rhinocéros de Sumatra ont maintenant disparu de cette écorégion, et le cerf de Schomburgk, qui en était endémique, est désormais éteint. 